# Delia simpla
Delia simpla är en tvåvingeart som först beskrevs av Daniel William Coquillett 1900.  Delia simpla ingår i släktet Delia och familjen blomsterflugor.
Artens utbredningsområde är Alaska. Inga underarter finns listade i Catalogue of Life.